# Нарготронд
Нарготронд (синд. Nargothrond) — в легендариуме Дж. Р. Р. Толкина крепость, выстроенная Финродом Фелагундом. Государство Нарготронд состояло из подземного города, высеченного в каменистых берегах реки Нарог в Белерианде, и земель к северу от него, Талат Дирнен (синд. Talath Dirnen), или Охраняемой Равнины.

## Этимология названия
Этимологически Нарготронд — синдаринское слово-гибрид, образованное от Нарог-Ост-Ронд — «великая подземная крепость на реке Нарог», гномы называли его Нулуккхиздин (Nulukkhizdīn) в том же значении.

## Создание Нарготронда

Схематическая карта Белерианда. Нарготронд находится в центре.

Вдохновленный Менегротом в Дориате, Финрод Фелагунд, искавший в то время скрытое место, недоступное для сил Моргота, основал Нарготронд в середине первого солнечного века Первой Эпохи мира в пещерах Нарога под поросшими лесом холмами Таур-эн-Фарот на западном берегу Нарога. Изначальными обитателями этой гигантской пещерной системы были Ноэгют Нибин — так называемые «гномы-карлики», однако они были вытеснены из этих пещер; неизвестно, сделал ли это сам Финрод или живущие рядом синдар до него. Другие гномы, мастера по камню с Эред Луин, помогли нолдор расширить и облагородить пещеры, превратив их в обширную, сокрытую от посторонних глаз крепость. Изначально попасть туда можно было только по узкой тропе вдоль берегов реки, однако позже через Нарог был построен мост.

## История города
Король Финрод правил Нарготрондом до тех пор, пока не присоединился к Берену, дабы оказать ему помощь в его походе за Сильмариллом. На время его отсутствия городом управлял Ородрет, его племянник (или брат). В то время в Нарготронде также жили двое сыновей Феанора, двоюродных братьев Финрода, — Келегорм и Куруфин. Они возглавляли весьма многочисленную диаспору нолдор из Дома Феанора,  пользовавшуюся гораздо большим влиянием, нежели Ородрет, так что власть над Нарготрондом фактически принадлежала им. В отсутствие короля эта власть постепенно усиливалась — до тех пор, пока их преступные намерения не стали очевидными после смерти Финрода и возвращения пленников-нолдор из темниц Тол-ин-Гаурхот; после этого они были изгнаны из Нарготронда, при этом никто из их бывших сторонников не пожелал последовать за ними. Келегорм и Куруфин знали о заточении государя Финрода Фелагунда, однако ничего не сделали для его освобождения.

## Падение Нарготронда
Турин Турамбар, пришедший в Нарготронд, стал одним из его величайших воинов, а затем и военачальником. Однако он же убедил короля Ородрета и его народ открыто выступить против Моргота (в то время и был построен мост), что в итоге обернулось для Нарготронда настоящей катастрофой: армия орков под предводительством дракона Глаурунга, разгромив воинство города в открытом бою, с налёту взяла Нарготронд, уничтожив или угнав в плен всё его население. После этого Глаурунг использовал Нарготронд как своё логово, стащив туда золото и драгоценности со всего города и устроив себе ложе из сокровищ. Однако примерно через полтора года он был сражён рукой Турина Турамбара в лесу Бретиль. После смерти Глаурунга пещеры захватил Мим — последний гном-карлик, и жил там, пока не был убит Хурином, отцом Турина Турамбара. После убийства Мима пещеры были полностью заброшены и более не упоминались в истории Средиземья; вместе со всем Белериандом они ушли под воду после Войны Гнева.

## Строение
Нарготронд задумывался Толкином как пещерный город, аналогичный Карлсбадским пещерам или Мамонтовой пещере. Важно было показать читателю, что в городе содержится много залов различной формы и размера, достаточных для проживания большого количества населения, а после расширения способных вместить целого дракона. Такими помещениями в Нарготронде были оружейные склады, залы, в которых Финрод, Келегорн и Куруфин обращались к народу, и, наконец, большой внутренний зал, в котором Глаурунг хранил золото.
Толкин изобразил вход в Нарготронд на трёх различных иллюстрациях. На двух из них были изображены три портала, на третьей — лишь один. Согласно тексту произведения, порталов было несколько, поэтому принято считать, что в Нарготронд вели три портала. Перед порталами находилась широкая терраса, а далее — крутой обрыв.